# Loi du 26 juin 1889 sur la nationalité
La loi du 26 juin 1889 sur la nationalité est une loi votée sous la Troisième République qui réorganise la législation de la nationalité avec un droit plus ouvert et libéral. Elle constitue notamment une avancée pour l'établissement du droit du sol en France. Elle fait suite à la loi du 7 février 1851 et est remplacée par la loi du 10 août 1927.

## Débat
La France fait face, du fait de la crise économique, à un déficit de main-d’œuvre dans les années 1880. Paul-Leroy Beaulieu propose dès 1883 de changer le code civil pour faciliter l'accès à la nationalité. Si la question de la main-d’œuvre est importante, un autre sujet explique la loi de 1889 : le service militaire. Les étrangers sont exemptés du service, ce qui attise les jalousies des travailleurs français, car des entreprises favorisent les travailleurs étrangers par cela même qu'ils ne partiront pas pour leur service militaire.
En 1882, le sénateur Anselme Batbie propose une loi pour réorganiser le droit de la nationalité et permettre aux enfants d'étrangers de demander plus jeune la nationalité française (surtout pour que les fils des élites éduqués puissent passer les concours des grandes écoles). Le Conseil d’État a cependant émis des réserves formelles. Il se pose en effet comme le défenseur du droit du sang, principe essentiel du Code Civil napoléonien et jugé incompatible avec un droit du sol trop étendu. Ce désaccord entre les juristes et les hommes politiques se résume dans cette formule du député Antonin Duboscq qui critique en novembre 1887 le « point de vue doctrinal absolu du conseil d’État ».
La loi est finalement votée le 26 juin 1889. Elle définit à la fois le Français et la naturalisation dans une même loi. C'est en ce sens qu'il s'agit d'un « Code de la Nationalité ». Le droit de la nationalité naît de cette loi, il n'était pas encore formalisé jusque là.
Cette loi repose sur l'idée que la nationalité constitue une « annexion pacifique » (selon le mot de Maxime Lecomte lors des débat à la Chambre). La loyauté est un point central, d'autant que le nouveau Français est susceptible d'être engagé dans l'armée. La naturalisation ou l'accession à la nationalité a pour mission d'intégrer des populations à la France qui choisissaient de répudier la nationalité française à leur majorité. Reste une défiance à l'égard des nouveaux intégrés qui explique les restrictions à la naturalisation (dix ans d'inéligibilité, enquête administrative).
Les députés de l'opposition fondèrent leurs critiques à l'égard de cette loi à partir de l'idée que sans lien du sang, les étrangers n'auraient aucun attachement à la France, ce qui augmenterait la criminalité. De plus, ils n'en formeraient pas moins des communautés culturellement fermées, malgré leur rattachement par la nationalité.

## Contenu

### Nationalité française
La loi définit le Français de cinq manières différentes dans l'article 8 :
- Tout individu né d'un Français en France ou à l'étranger
- Tout enfant né en France de parents inconnus
- Tout individu né en France d'un étranger né en France
- Tout individu né en France d'un étranger et domicilié en France à sa majorité (l'individu en question peut néanmoins décliner la nationalité à sa majorité)
- Tout étranger naturalisé

### Naturalisations
Il y a ensuite quatre types de personnes qui peuvent être naturalisées et qui sont définis dans la suite de l'article 8 :
- Les étrangers qui ont obtenu l'autorisation de fixer leur domicile en France, après trois ans de domicile
- Les étrangers qui peuvent justifier de dix ans de résidence non interrompue
- Les étrangers qui ont obtenu l'autorisation de fixer leur domicile en France, après un an, pour services rendus à la France
- Les étrangers qui ont épousé une Française et qui peuvent justifier d'une année de domicile

La naturalisation est cependant doublée d'une inéligibilité pour une durée de dix ans et d'une enquête administrative préalable.

### Situations maritales
La loi redéfinit ainsi le problème de la nationalité par le mariage. Pour l'homme étranger qui épouse une Française, il relève du quatrième cas de naturalisation de l'article 8. Quant à la femme étrangère qui épouse un français, l'article 12 dispose qu'elle obtient automatiquement la nationalité française. Les épouses n'obtiennent le droit de choisir leur nationalité (entre la leur et celle de leur conjoint) qu'en 1927. L'article 19 prévoit enfin le cas de la femme étrangère qui épouse un homme étranger : elle suit sa nationalité, sauf si les lois du pays du conjoint ne la lui accordent pas. Elle recouvre par ailleurs la nationalité française en cas de rupture du mariage, si elle rentre en France.

### Admission à domicile
L'admission à domicile est aussi redéfinie. Alors qu'elle était jusque là donnée à titre définitif, elle n'est maintenant donnée que pour cinq ans, selon l'article 13. Après avoir distingué droits politiques et droits civils, dans l'article 7, qui sont rendus indépendants l'un de l'autre, l'article 13 établit que l'admis à domicile ne dispose que des droits civils.

### Déchéances de nationalité
Enfin, les Français peuvent perdre leur nationalité pour différentes raisons, selon l'article 17 :
- S'ils se font naturaliser à l'étranger
- S'ils acceptent des fonctions publiques d'un État étranger malgré une injonction de l’État français à les refuser
- S'ils prennent du service militaire à l'étranger

Il reste néanmoins possible de la recouvrer par décret (article 18).

## Lois complémentaires

### Loi du 15 juillet 1889
La loi du 15 juillet 1889 sur le recrutement et l'administration de l'armée française organise l'application de la loi du 26 juin. Elle affirme d'abord que tout Français doit faire son service militaire (Titre I, article 1) et que nul ne peut être admis s'il n'est Français ou naturalisé tel (Titre I, article 2).
Elle permet en outre d'organiser l'application de l'article 8 de la loi du 26 juin. En effet, elle donne le cadre dans lequel l'enfant né en France d'un étranger peut refuser la nationalité française. Tous les enfants nés en France sont inscrits sur les tableaux de recensement par les maires. C'est lors de leur majorité que les individus concernés doivent se présenter auprès des autorités communales pour être rayés des listes. Ils perdent dès lors leur obligation de service, mais aussi leur nationalité et les droits civils et politiques qui y sont associés. Pour être rayés des listes, ils doivent pouvoir présenter une déclaration d'extranéité. Si l'individu ne le fait pas, le tirage au sort dans les listes équivaut pour une admission définitive à la nationalité.

### Décret du 16 août 1889
Le décret du 16 août 1889 est adopté pour l'exécution de la loi du 26 juin 1889. Il définit ainsi les documents nécessaires pour chaque démarche.

### Loi de 1893
Le gouvernement propose et fait voter en 1893 une modification de la loi. Les demandes de naturalisations doivent être maintenant déposées auprès d'un juge de paix pour être ensuite transmises au bureau des sceaux du ministère de la Justice. En effet, les administrations locales manquaient de rigueur dans l'application de la loi et le traitement des procédures. Cette réforme vise à accroître la centralisation de la gestion bureaucratique de la naturalisation et à donner un contrôle plus important à l’État sur les procédures.
Cette loi ajoute une modification d'importance qui restreint les droits des étrangers. La naturalisation peut désormais être refusée pour cause d'indignité. Dans un cadre de hausse des tensions avec l'Allemagne, de fantasmes sociaux sur les personnages de l'Allemand espion (après l'affaire Schnaebelé notamment) ou de l'Italien anarchiste (après l'assassinat de Sadi Carnot notamment), cette loi veut éviter que des personnes considérées comme de  potentiels ennemis de la République n'obtiennent la nationalité. Cette mesure est conservée et élargie dans le code de la nationalité de 1945 (Ordonnance n° 45-2441 du 19 octobre 1945 portant code de la nationalité française).

### Règlement d'administration publique de 1897
Le règlement d'administration publique de 1897 élimine du bénéfice de cette loi l'ensemble des populations dites indigènes, c'est-à-dire les indigènes habitant les territoires contrôlés par la France hors de la métropole, tels que l'Algérie, le Maroc ou la Tunisie. Elle élimine aussi du bénéfice de la loi les étrangers des pays frontaliers à l'Algérie présents dans le pays en question. Ce règlement cerne donc les colonisés comme un groupe inassimilable par la France. Ils relèvent de ce fait encore du senatus-consulte du 14 juillet 1865.

## Conséquences
La loi du 26 juin 1889 favorise moins la naturalisation qu'elle ne fait baisser le statut des étrangers en France. L'admission à domicile est précarisée, le recensement devient obligatoire. Réévaluant la nationalité française, elle crée une hiérarchie entre Français et étrangers. Il s'agit d'une interprétation républicaine du droit du sol, la domiciliation passée devient essentielle. Elle définit donc sociologiquement le Français notamment à partir de son intégration dans les réseaux de sociabilité français, ce qui est désormais censé témoigner de l'allégeance de l'étranger au pays. Cette importance de l'assimilation est un des moments inauguraux sur les débats liés à la possibilité d'assimiler certaines populations.
La loi a néanmoins accru le nombre de naturalisations en France. Il y en eut 6 000 en 1890, ce qui représente un chiffre trois fois plus élevé que celui de 1888. Les requêtes sont néanmoins traitées avec beaucoup de sévérité et beaucoup son déboutées. En effet, en restreignant les possibilités de perdre la nationalité, il s'agit désormais d'éviter les intégrations de personnes jugées dangereuses (espions, militants politiques).